# Kupczynci
Kupczynci (ukr. Купчинці, pol. hist. Kupczyńce) – wieś na Ukrainie, w obwodzie winnickim, w rejonie ilinieckim.
Wzmiankowana w 1550 roku.
W latach 1815–1831 dzierżawcą wsi w kluczu daszowskim był Kajetan Mikoszewski, major powstania listopadowego.